# Ogyū Sorai

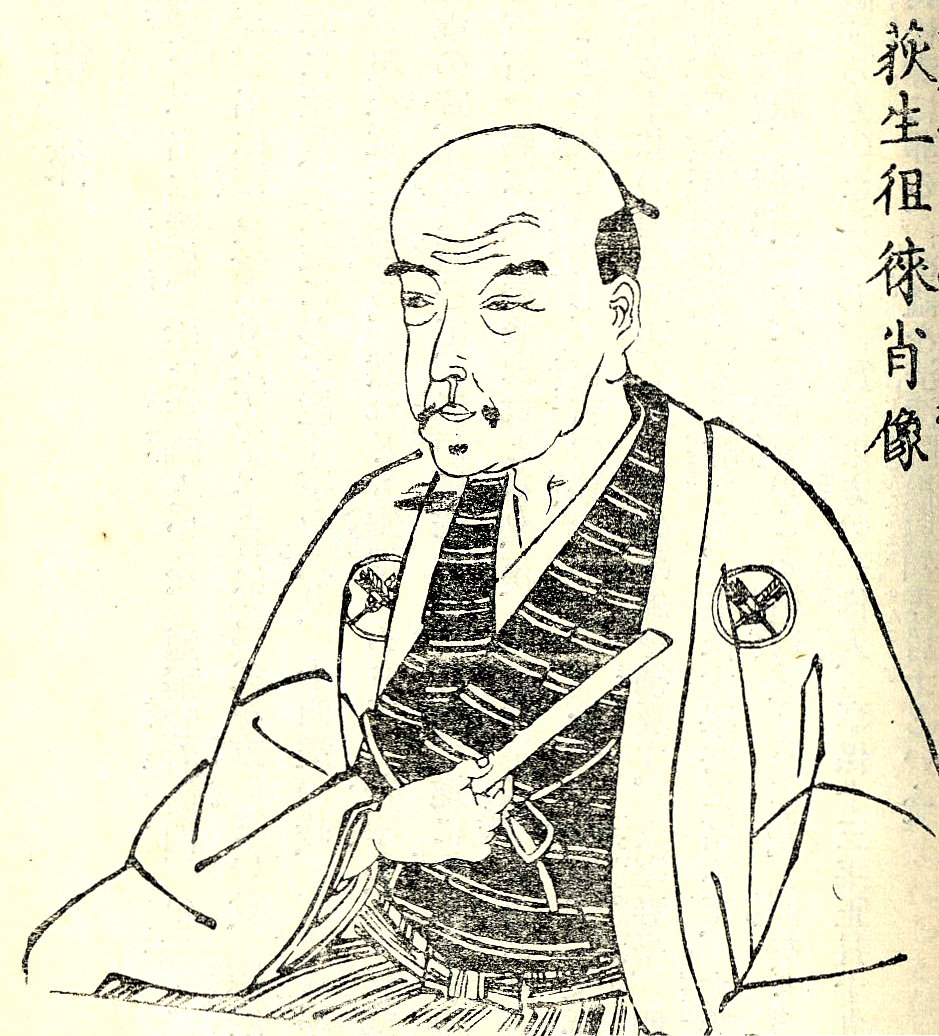
Ogyū Sorai

Ogyū Sorai (japanisch 荻生 徂徠; geb. 21. März 1666 in Edo; gest. 28. Februar 1728 ebenda) war ein japanischer neokonfuzianischer Gelehrter, Philosoph und Wirtschaftstheoretiker.
Sorai studierte in seiner Jugend chinesische Sprache und Kultur und setzte sich als Anhänger des Neokonfuzianismus in der Ausprägung von Zhu Xi kritisch mit Itō Jinsai auseinander, bevor er sich wie dieser der Schule des Kogaku („Schule der alten Gelehrsamkeit“) anschloss. Seine philosophischen Ansichten, die er in den Schriften Bendō („Bestimmung des Weges (Dō)“) und Benmei („Bestimmung der Begriffe“) setzte er in den Schriften Taiheisaku („Politik für den Großen Frieden“) und Seidan („Diskurse über die Regierung“) in politisch-ethische Grundsätze um. Seine bedeutendsten Schüler waren Hattori Nankaku und Dazai Shundai.
Politisch auf der Seite des Tokugawa-Shōgunats stehend lehnte Ogyū die Machtansprüche des Kaiserhofes ebenso ab wie den zeitgenössischen Shintoismus als Erfindung des Yoshida Kanetomo. Er war der theoretische Kopf hinter der Kyōhō-Reform des Shogun Tokugawa Yoshimune.